# قلب ساعت
در ساعت‌سازی، قلب ساعت، بخش متحرک (انگلیسی: Movement)  یا موتور ساعت که با نام‌های کالیبر یا کالیبره نیز شناخته می‌شود، به سازوکار داخلی یک ساعت یا زمان‌سنج اشاره دارد؛ این در حالی است که قاب، قلب ساعت را در بر می‌گیرد و محافظت می‌کند و صفحه ساعت، زمان را نمایش می‌دهد. این اصطلاح در ابتدا در مورد ساعت‌های مکانیکی به کار می‌رفت که «قلب‌هایشان» از قطعات متحرک بسیاری تشکیل شده بود. اما قسمت متحرک یک ساعت دیجیتال اغلب با نام «ماژول» (پودمان) شناخته می‌شود.
در ساعت‌ها و ساعت‌های مچی مدرن که به صورت انبوه تولید می‌شوند، اغلب یک قلب ساعت مشابه در سبک‌های مختلف قاب قرار می‌گیرد. برای مثال، هنگام خرید یک ساعت جیبی باکیفیت از اواسط قرن نوزدهم تا اواسط قرن بیستم، مشتری قلب ساعت و قاب را به‌طور جداگانه انتخاب می‌کرد. قلب ساعت‌های مکانیکی کثیف می‌شوند و روان‌کننده‌هایشان خشک می‌شوند، بنابراین باید به‌طور دوره‌ای باز، تمیز و روغن‌کاری شوند. یک منبع، فواصل زمانی سرویس را به این صورت توصیه می‌کند: ۳ تا ۵ سال برای ساعت‌های مچی، ۱۵ تا ۲۰ سال برای ساعت‌های پدربزرگ، ۱۰ تا ۱۵ سال برای ساعت‌های دیواری یا رومیزی، ۱۵ تا ۲۰ سال برای ساعت‌های سالگرد و ۷ سال برای ساعت‌های کوکو. البته فواصل زمانی طولانی‌تر برای ساعت‌های قدیمی‌تر اعمال می‌شود.
قلب ساعت مکانیکی شامل تمام قطعات متحرک یک ساعت یا ساعت مچی به جز عقربه‌ها است، و در مورد ساعت‌های آونگی، آونگ و وزنه‌های محرک را نیز شامل نمی‌شود. قلب ساعت از اجزای زیر تشکیل شده است:

## منبع نیرو
یا یک فنر اصلی یا یک وزنه معلق از یک طناب که دور یک قرقره پیچیده شده است. فنر اصلی یا قرقره دارای سازوکاری است که به آن اجازه می‌دهد تا کوک شود، که شامل یک چرخ جغجغه برای جلوگیری از باز شدن آن می‌شود. بشکه یا قرقره دارای دندانه‌های چرخ دنده‌ای است که چرخ مرکزی را به حرکت درمی‌آورد.

## چرخ‌دنده‌ها
قطار چرخ‌دنده‌ها یک مجموعه چرخ‌دنده است که نیروی منبع نیرو را به چرخ‌دنگ منتقل می‌کند. چرخ دنده‌های بزرگ که به عنوان چرخ شناخته می‌شوند، با چرخ‌دنده‌های کوچک که به عنوان پینیون شناخته می‌شوند، درگیر می‌شوند. چرخ‌های موجود در یک قطار چرخ‌دنده معمولی عبارتند از چرخ مرکزی، چرخ سوم و چرخ چهارم. مجموعه جداگانه‌ای از چرخ‌ها، به نام کار حرکت، حرکت عقربه دقیقه‌شمار را بر ۱۲ تقسیم می‌کند تا عقربه ساعت‌شمار را حرکت دهد و در ساعت‌های مچی، مجموعه دیگری به نام کار بدون کلید، تنظیم عقربه‌ها را امکان‌پذیر می‌کند.

## چرخ‌دنگ
چرخ‌دنگ سازوکاری است که به دنباله چرخ دنده اجازه می‌دهد تا با هر نوسان چرخ تعادل یا آونگ، به میزان ثابتی پیشروی یا «فرار» کند. این شامل یک چرخ دنده به نام چرخ دنگ است که توسط یک اهرم که به عقب و جلو حرکت می‌کند، یک دندانه در یک زمان آزاد می‌شود. هر بار که چرخ دنگ به جلو حرکت می‌کند، به آونگ یا چرخ تعادل نیز یک فشار وارد می‌کند تا آن را در حال حرکت نگه دارد.

## نوسان‌ساز
عنصر زمان‌سنجی، یا یک آونگ یا یک چرخ تعادل است. به عقب و جلو نوسان می‌کند، با یک فاصله زمانی دقیقاً ثابت بین هر نوسان که ضربان نامیده می‌شود. یک ساعت آونگی دارای یک آویز آونگ است که معمولاً به یک تکیه‌گاه محکم در پشت متصل است که آونگ از آن آویزان می‌شود و یک چنگال که به آونگ ضربه وارد می‌کند. نوسان‌ساز همیشه وسیله‌ای برای تنظیم سرعت ساعت دارد. آونگ‌ها معمولاً دارای یک مهره تنظیم در زیر گلوله هستند، در حالی که چرخ‌های تعادل دارای یک اهرم تنظیم کننده بر روی فنر تعادل هستند.

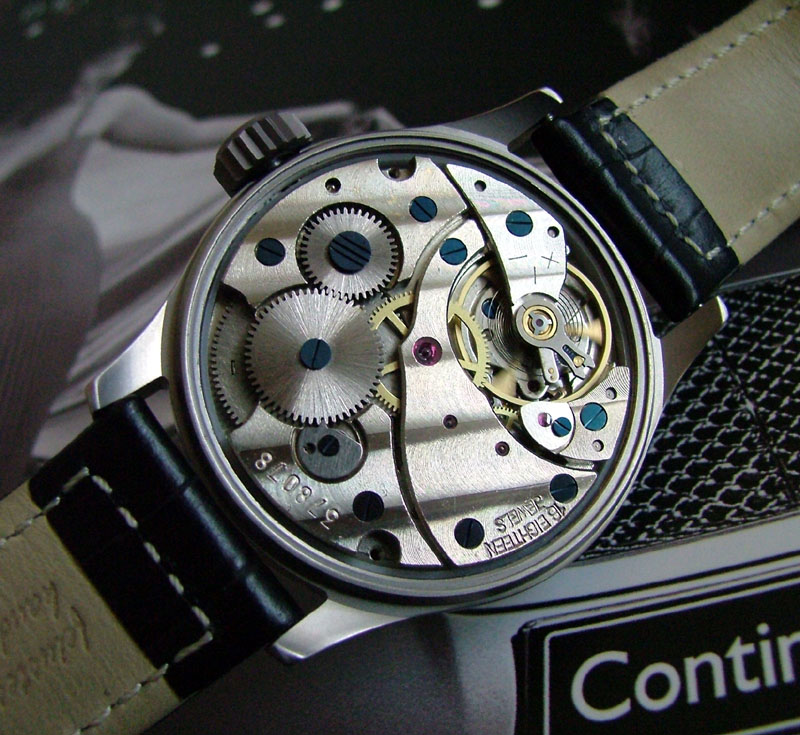
یک قلب ساعت پل‌دار امروزی

قلب‌های ساعت‌ها در شکل‌های مختلف برای مطابقت با سبک‌های مختلف قاب، مانند گرد، بشکه‌ای، مستطیلی، مستطیلی با گوشه‌های بریده، بیضی و باگت (baguette)، وجود دارند و به صورت خط (ligne) یا میلی‌متر اندازه‌گیری می‌شوند. به هر قلب ساعت خاص، یک کالیبر گفته می‌شود. [۳] قطعات قلب ساعت به دو دسته اصلی تقسیم می‌شوند: قطعاتی که به آباش (ébauches) تعلق دارند و قطعاتی که به طبقه‌بندی (assortments) تعلق دارند.
در قلب ساعت‌ها، چرخ‌ها و سایر قطعات متحرک بین دو صفحه نصب می‌شوند که با ستون‌هایی در فاصله کمی از یکدیگر نگه داشته می‌شوند تا یک چارچوب محکم برای قلب ساعت ایجاد کنند. یکی از این صفحات، صفحه جلویی درست پشت صفحه ساعت، همیشه دایره‌ای یا به همان شکل و ابعاد قلب ساعت است. صفحه پشتی اشکال مختلفی دارد:

### قلب ساعت صفحه کامل
در این طرح که در اولین ساعت‌های جیبی تا قرن هجدهم استفاده می‌شد، صفحه پشتی نیز دایره‌ای بود. تمام قسمت‌های ساعت بین دو صفحه نصب شده بود، به جز چرخ تعادل که در قسمت بیرونی صفحه پشتی نصب شده بود و توسط یک براکت به نام خروس تعادل نگه داشته می‌شد.

### قلب ساعت صفحه سه‌چهارم
در قرن هجدهم، برای اینکه قلب ساعت‌ها نازک‌تر شوند، بخشی از صفحه پشتی برای ایجاد فضا برای تعادل و خروس تعادل بریده شد.

### قلب ساعت پل‌دار
در قلب ساعت‌های امروزی، صفحه پشتی با مجموعه‌ای از صفحات یا میله‌هایی به نام پل جایگزین می‌شود. این کار سرویس قلب ساعت را آسان‌تر می‌کند، زیرا می‌توان پل‌های جداگانه و چرخ‌هایی که آنها پشتیبانی می‌کنند را بدون ایجاد اختلال در بقیه قلب ساعت برداشت و نصب کرد. اولین قلب ساعت‌های پل، در ساعت‌های جیبی سوئیسی از حدود سال ۱۹۰۰، دارای سه پل میله‌ای موازی برای پشتیبانی از سه چرخ دنباله چرخ دنده بودند. این سبک به عنوان قلب ساعت سه‌انگشتی یا ژنو شناخته می‌شود.
قلب ساعت‌های مکانیکی نیز به صورت دستی یا خودکار طبقه‌بندی می‌شوند:

### کوک دستی
در این نوع، استفاده‌کننده باید به صورت دوره‌ای، اغلب روزانه، تاج را بچرخاند تا فنر اصلی را کوک کند و انرژی را برای کار ساعت تا کوک بعدی ذخیره کند.

### کوک خودکار
در یک ساعت خودکار، از جمله در بیشتر ساعت‌های مکانیکی که امروزه فروخته می‌شوند، فنر اصلی به‌طور خودکار توسط حرکات طبیعی مچ دست فرد در حین استفاده از ساعت کوک می‌شود و نیاز به کوک دستی را از بین می‌برد.
علاوه بر این، گاهی تمایزی نیز در مورد اینکه آیا قلب ساعت هک کردن را ارائه می‌دهد یا خیر، ایجاد می‌شود که به عقربه ثانیه‌شمار اجازه می‌دهد متوقف شود.

## کالیبر
در ساعت‌سازی، «کالیبر» به سازوکار داخلی خاص یک ساعت یا ساعت مچی اشاره دارد که به عنوان قلب ساعت نیز شناخته می‌شود. اگرچه این اصطلاح در ابتدا فقط برای اشاره به اندازه یک قلب ساعت استفاده می‌شد، اکنون برای تعیین یک مدل خاص استفاده می‌شود (اگرچه می‌توان از همان کالیبر در بسیاری از ساعت‌ها یا ساعت‌های مچی مختلف استفاده کرد). تولیدکنندگان مختلف ساعت تمایل دارند از سامانهٔ شناسایی خود برای شماره‌گذاری کالیبرهای خود استفاده کنند.